# 小行星9836
小行星9836（9836 Aarseth）是一颗绕太阳运转的小行星，为主小行星带小行星。该小行星于1985年10月15日发现。

## 轨道参数
小行星9836的轨道半长轴为2.6213077 UA，离心率为0.2219011。